# Shioda Gōzō
Shioda Gōzō (jap. 塩田 剛三; * 9. September 1915 im Bezirk Shinjuku in Tokio, Japan; † 17. Juli 1994 in Tokio) war der Gründer des Yoshinkan-Aikidō, für das er Aikido-Techniken systematisierte. Der zweite Sohn des Arztes Shioda Sei’ichi studierte in seiner Jugend Judo und Kendō. Seit 1932 war er Schüler im Kobukan-Dōjō, wo er acht Jahre lang als Uchi-Deshi unter Ueshiba Morihei trainierte. Dieser verlieh ihm 1961 den 9. Dan Aikidō. Der 10. Dan Aikidō wurde Shioda 1985 von der International Budo Federation verliehen. Zudem war er einer der wenigen Träger des Titels Meijin, der höchsten Auszeichnung, die ein moderner Budoka erhalten kann.
Während des Zweiten Weltkriegs war er als Mitglied der Kaiserlich Japanischen Armee in China stationiert, bis er 1946 wieder nach Japan zurückkehrte.
1955 eröffnete Shioda in Tsukudo-Hachiman, Shinjuku, ein eigenes Dōjō. Des Weiteren war er Autor diverser Bücher über Kampfkünste in japanischer und englischer Sprache.